# أوهاجورو
اوهاجورو (お歯黒?)

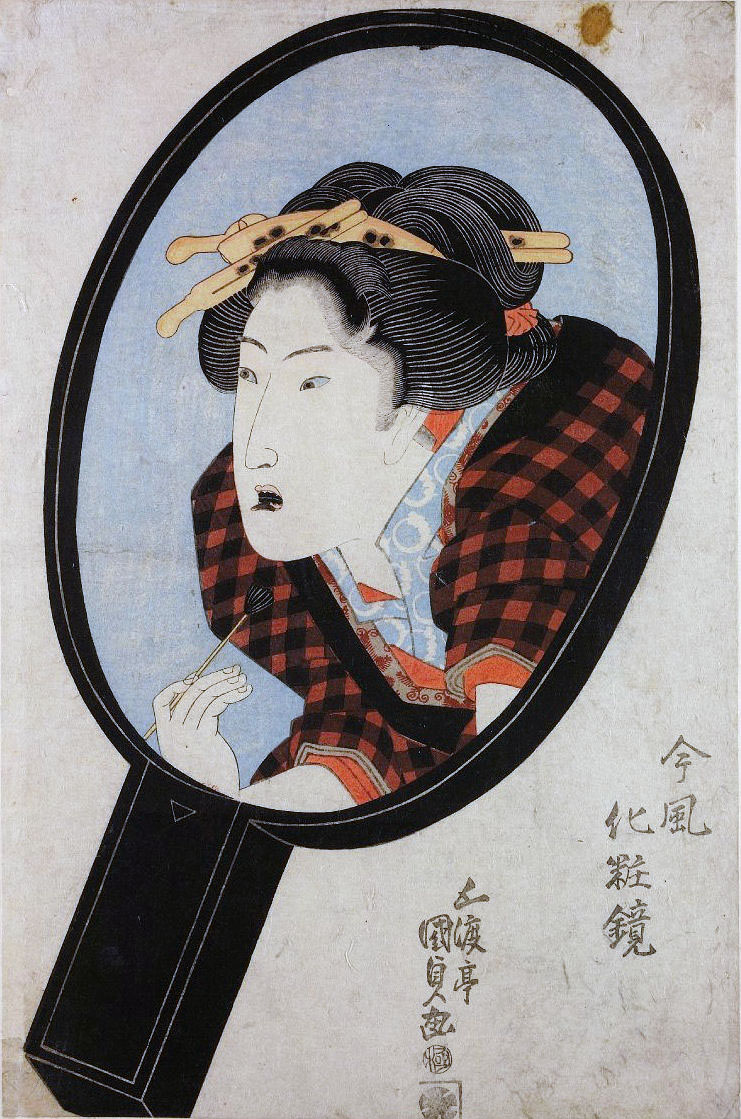

هي عادة صبغ الاسنان باللون الأسود[ ؟ ]. لقد كانت هذه العادة هي الأكثر شعبية في اليابان حتى عصر ميجي[ ؟ ]. وقد كانت معروفة أيضا ويتم أدائها في أجزاء من الجنوب الشرقي في الصين وجنوب شرق اسيا. وقد كان صبغ الأسنان في الأصل تقوم به المرأة المتزوجه على الرغم من ان الرجال يفعلون ذلك أيضا بين الحين والأخر.
كما أنه مفيد أيضا، فإنه يحمي الاسنان من التسوس بطريقة مماثلة للسدود الحديثة في طب الأسنان.
اليابان
في اليابان اوهاجورو كانت موجودة بشكل أو بأخر من مئات السنين، وكان ينظر لها بين الشعب كعلامة من علامات الجمال حتى نهاية عهد ميجي. فالأجسام السوداء القاتمة اللون ينظر إليها كجمال
الاسم
كلمة «اوهاجورو» هي مصطلح ارستوقراطي ياباني[ ؟ ].هناك قراءه بديلة لاهاجورو 鉄漿 (حرفيا “الحديد المشروب").في القصر الإمبراطوري[ ؟ ] القديم في كيوتو، كانت تسمى فوشيميزو (五倍子水؟). واستخدمت بين المدنيين كلمات مثل كانيتسوكي (鉄漿付け؟)، تسوكيجاني (つけがね؟) وهاجورومي (歯黒め؟).
الوظيفة الاجتماعية
الكثير من الغربيين الذين زراو اليابان في عهد إيدو، بما في ذلك كايمبفير انغلبرت وفيليب فرانز بالتازار فون سيبولد وروثرفورد الكوك، قد وصفوا «اوهاجورو» كعادة يابانية مقيتة شوهت المرأة اليابانية.
ويتوقع الكوك أن الغرض من ذلك هو العفة بجعل المرأة غير جذابه عمدا لمنع احتمال وجود علاقة خارج إطار الزواج. ولكن الباحث الاجتماعي الياباني كيجي يعترض على هذه النظرية. فاستنادا إلى حقيقة ان الفتيات اليابانيات مسموح لهن بقدر كبير من الحرية الاجتماعية والجنسية على حد سواء حتى عهد اوهاجورو عندما تستأنف مسؤولية الزوجة والأم، ويعتقد اتانابي انها طقوس اجتماعية والتي من كلا المجتمع والفتاة بنفسها يؤكدان على تحديد نضج المرأة.
الاصباغ
كان المكون الأساسي محلول بني داكن اللون من خلات الحديد[ ؟ ] يسمى كانيميزو (かねみず) المصنوع من إذابة برادة الحديد في الخل. عندما يخلط المحلول مع خضروات دباغه من مصادر مثل مسحوق العفص أو مسحوق الشاي، يصبح لونها اسود وغير قابلة للذوبان في الماء. وبنفس طريقة مرارة الحديد يتم إنتاج الحبر. هذا السائل ساعد صبغ الأسنان على منع تسوس الأسنان وتسوس المينا. وقد توضع مره واحدة في اليوم أو مرة كل بضعة أيام.وصفه طبية ملائمة، مسحوق ناعم من مسحوق العفص وحامض الكبريتيك وشل المحار أيضا يمكن أن يوضع على الاسنان. وفي مسرحية من المسرحيات، كان يستخدم الحبر مخلوط بزيت التربنتين، على الرغم من أن هذه الأيام يتم استخدام الحبر المخلوط بشمع الأسنان.
الخرافات والأساطير الحضرية
•	في عهد ميجي انتشرت شائعات حول منطقة حيث تم فيها رسم بدم فتاة عذراء على خط كهربائي. الكثير من النساء الشابات في تلك المنطقة لم يكن يرغبن بفعل ذلك بدمائهم فنتيجة لذلك قد غيروا من مظهرهم لتتطابق مع مظهر المرأة المتزوجه بتشويه اسنانهم وبصبغ الحواجب وارتداء زي كيمونو بسيط.
•	في كتاب يامادا نوريو " قصص رحلة شبح توهوكو" وصف قصة عن محافظة فوكوشيما وتسمى " أوهاجورو بيتري (お歯黒べったり)
في أماكن أخرى
تاريخيا كانت الاسنان السوداء معروفة في الصين وفي جينغ هاي «ولاية شأن» وهناك وصف ل«بلد الأسنان السوداء.» وكان صبغ الاسنان في الصين معروف باسم 漆齿 أو 染齿.
وفي العصر الحديث يمكن ملاحظة اسوداد الأسنان المماثل إلى اوهاجورو بين العديد من الأقليات في جنوب شرق اسيا. وهو منتشر بشكل أساسي بين النساء الكبيرات في السن، وبالرغم من ان هذه العادة قد تقوم بها بعض النساء الاصغر سنا. وفي بعض الأحيان تستخدم الأسنان الاصطناعية لاسوداد الأسنان.
في فيتنام كانت عادة صبغ الأسنان يقوم بها الاغلبية من مجموعة عرقية (كينة) فضلا عن شعوب الأقليات. يصبغ رجال سي لا اسنانهم باللون الأحمر بينما نسائهم باللون الأسود. وقد اختفت هذه العادة ببطيء مع كل جيل جديد.

## روابط خارجية
- Ohaguro
- Ohaguro tools (Japanese)